# Namayumba
Namayumba – miasto w Ugandzie, stolica dystryktu Wakiso.